# Robin Widdows
Robin Michael Widdows (27 de maio de 1942) foi um automobilista britânico nascido na Inglaterra que participou do GP da Grã-Bretanha de 1968 de Fórmula 1.
Robin também foi um atleta olímpico, defendo as bandeira da Grã Bretanha na prova de Bobsleigh nos Jogos Olímpicos de Innsbruck-1968 e nos Jogos Olímpicos de Grenoble-1968. Com isso, ele é um dos 7 pilotos de Formula 1 que também competiram em Jogos Olímpicos.